# Wody powierzchniowe

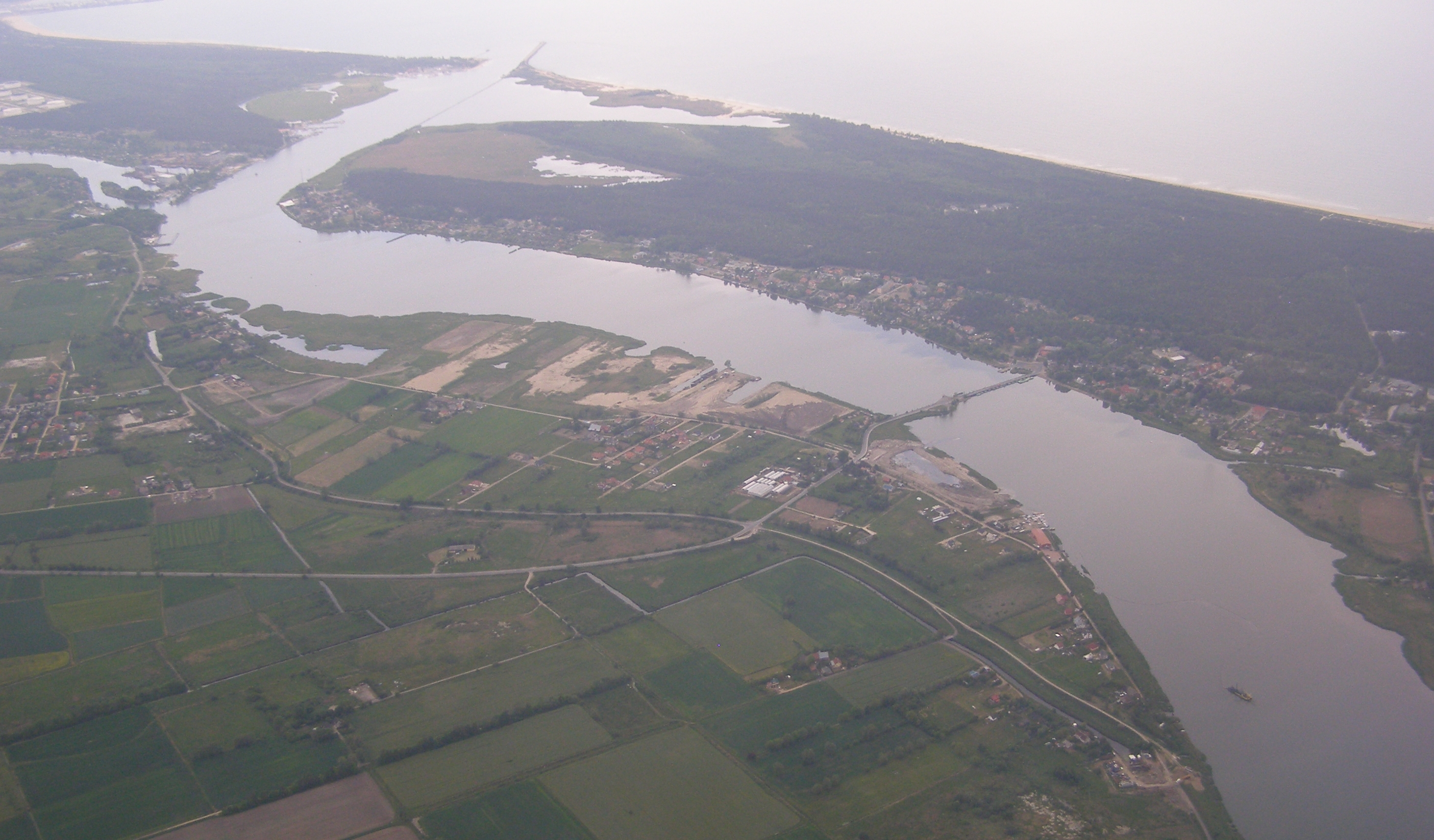
Wody powierzchniowe (Wisła Śmiała i jej ujście do Bałtyku)

Wody powierzchniowe – wody śródlądowe z wyjątkiem wód podziemnych, wody przejściowe i wody przybrzeżne, z wyjątkiem sytuacji, kiedy z uwagi na stan chemiczny można zaliczyć do nich również wody terytorialne.
Dzielimy je na:
- słonawe (brakkiczne) – wody w ujściach rzek, a także wody Bałtyku
- słodkie (większość wód śródlądowych) – zajmują pozostałe 3 procent wód:
  - wody płynące (rzeki, strumienie)
  - wody stojące (jeziora, bagna, stawy)

Do najważniejszych zanieczyszczeń wód powierzchniowych można zaliczyć:
- fosforany i azotany
- metale ciężkie (ołów, rtęć, kadm)
- substancje powierzchniowo czynne
- pestycydy
- fenole
- polichlorowane bifenyle
- inne nietoksyczne substancje organiczne